# ぴっぷスキー場
ぴっぷスキー場（ぴっぷスキーじょう）は、北海道上川郡比布町にあるスキー場である。比布町役場産業振興課が管理・運営をおこなっている。

## コース
北嶺山の西麓にあって初心者から上級者まで9コースが設置されている。コースからは上川盆地や大雪山連峰が一望でき、素晴らしい景観が人気である。

## アクセス
- バス
  - 函館本線旭川駅から約40分（道北バス）
  - 宗谷本線比布駅から約15分（無料送迎バス）
- 車
  - 函館本線旭川駅から国道40号で約40分
  - 旭川紋別自動車道比布北ICから約5分

## その他
- SAJ公認の比布スキー学校が設置されている。
- JSBA公認のひっぷスノーボードスクールが設置されている。